# ケルクリング皺襞
ケルクリング皺襞（ケルクリングすうへき、英: Kerckring's fold）とは、小腸の内壁を構成する輪状の襞（ひだ）。ケルクリング襞、輪状襞とも呼ばれる。襞の表面には無数の絨毛が存在する。